# Oliver Wendell Holmes, Sr.

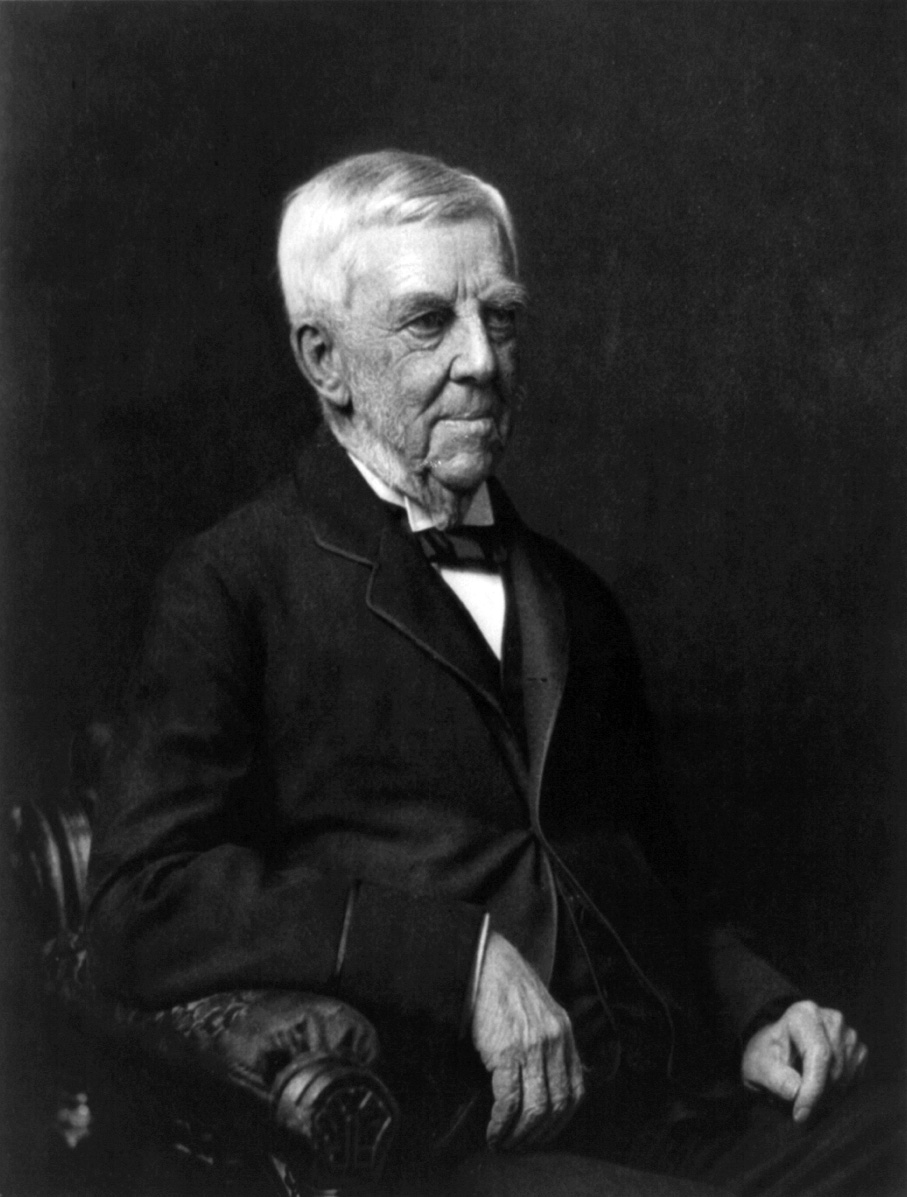
Oliver Wendell Holmes, um 1894

Oliver Wendell Holmes, Sr. (geboren am 29. August 1809 in Cambridge, Massachusetts; gestorben am 7. Oktober 1894 in Boston) war ein amerikanischer Arzt und Schriftsteller.

## Leben
Oliver Wendell Holmes wurde als Sohn von Abiel Holmes, einem Kleriker, Historiker und Schriftsteller, und dessen zweiter Frau Sarah Wendell geboren. Er besuchte die Phillips Academy in Andover (Massachusetts) und studierte später an der Harvard University und in Paris Medizin. Vor allem in Paris kam er mit fortschrittlichen Ideen auf seinem Gebiet in Berührung. So hörte er unter anderem Vorlesungen bei Pierre Charles Alexandre Louis, auf den die Einführung statistischer Methoden in die Medizin zurückgeht und der ein vehementer Gegner des Aderlasses zur Behandlung fieberhafter Erkrankungen war. Nach Abschluss seiner Studien in Harvard wurde Holmes selbst Professor für Physiologie und Anatomie, zunächst in Harvard selbst, dann am Dartmouth College. 1838 wurde er in die American Academy of Arts and Sciences und 1880 in die American Philosophical Society gewählt.
Im Jahr 1842 veröffentlichte er Homeopathy and Its Kindred Delusions, basierend auf seinen zwei Vorlesungen Medical Delusions und Homœopathy.
Holmes gehört – neben dem ungarischen Arzt Ignaz Semmelweis – zu den ersten Medizinern, die eine Übertragung des Kindbettfiebers von dem behandelnden Personal auf die Wöchnerinnen für wahrscheinlich hielten. Er vermutete die Ursache auch in der Infektion mit Leichengift und der Übertragung von einer kranken Wöchnerin auf die andere. 1843 veröffentlichte er einen seinerzeit revolutionären Aufsatz mit dem Titel The Contagiousness of Puerperal Fever (deutsch: Die Infektiosität des Kindbettfiebers), in dem er die Frage nach einem möglichen Zusammenhang zwischen den hygienischen Zuständen, die bei einer Entbindung vorherrschen, und dem Auftreten dieser Krankheit aufwirft. So sei jeder Arzt, dem in seiner Praxis auch nur ein einziger Fall von Kindbettfieber untergekommen sei, moralisch dazu verpflichtet, seine Instrumente zu reinigen, alle Kleider, die er bei der Entbindung getragen habe, zu verbrennen und anschließend mindestens sechs Monate lang nicht mehr als Geburtshelfer tätig zu werden. Wie Semmelweis, der einige Jahre später ebenfalls in einer Veröffentlichung auf einen derartigen Zusammenhang hinzuweisen versuchte, wurde auch Holmes von seinen Kollegen zunächst heftig angefeindet, obwohl durch die Umsetzung der von ihm vorgeschlagenen Maßnahmen die kindbettfieberbedingte Müttersterblichkeit in Neuengland nachweislich drastisch gesenkt werden konnte. Erst gegen Ende des 19. Jahrhunderts setzte sich mit den von Louis Pasteur gemachten Beobachtungen die Keimtheorie und damit die Erkenntnis, dass es sich beim Kindbettfieber um eine vermeidbare Infektionskrankheit handelt, endgültig durch.
Daneben entwickelte Holmes 1861 ein Stereoskop, das weite Verbreitung fand. Auf ihn geht auch der Begriff Anästhesie zurück, den er in einem Briefwechsel mit William T.G. Morton für das damals neue Verfahren der Narkose prägte (Morton, ein Zahnarzt, hatte erstmals öffentlich eine Äthernarkose vorgeführt).

## Der Schriftsteller
Als Dichter erlangte Holmes bereits 1830 mit dem Gedicht „Old Ironsides“ nationale Berühmtheit. Das Lobgedicht auf die Fregatte Constitution, die außer Dienst gestellt werden sollte, berührte die amerikanische Öffentlichkeit so sehr, dass eine Kampagne gegen die Verschrottung des Schiffes begann. 1835 wurde die Constitution nach einem Kongressbeschluss wieder in Dienst gestellt und ist bis heute das älteste seetüchtige Kriegsschiff der Welt.
Holmes, der dem Kreis der „Fireside Poets“ zuzurechnen ist, schulte sich dabei an Vorbildern wie Alexander Pope und Oliver Goldsmith und schrieb gediegene, oft sanft ironische Gedichte, zudem drei Romane. Von der Gründung des Blattes an war er Herausgeber des Atlantic Monthly. Bekannt wurden vor allem seine Breakfast-table-Schriften, Sammlungen von Essays, Anekdoten und Hauslyrik. Neben James Russell Lowell und Henry Wadsworth Longfellow war er einer der führenden Intellektuellen Bostons, die nach einem Ausspruch Holmes’ als „Brahmanen von Boston“ in die Literaturgeschichte der USA eingingen. Bis in das 20. Jahrhundert hinein galt er als einer der bedeutendsten amerikanischen Dichter. Heute ist er, wie auch die anderen „Brahmanen“, von den Lehrplänen verschwunden.
1840 heiratete er Amelia Lee Jackson, die Tochter von Charles Jackson, Richter am Obersten Gerichtshof von Massachusetts. Er war der Vater des Juristen und Bürgerkriegshelden Oliver Wendell Holmes, Jr.
Holmes starb 1894 in Cambridge, Massachusetts. Er ist auf dem Mount Auburn Cemetery bestattet.